# Jam (Iran)
|  | Per a altres significats, vegeu «Jam (Khurasan)». |

Jam (en farsi: جم; també Jamm o afrancesat Djam; alternativament Jām-e Jam) és una ciutat de l'Iran, capital del comtat de Jam a la província de Bushehr. El 2016 tenia 31.436 habitants. És prop d'un aeroport, i gràcies a la industria petroquímica i a la proximitat de la Zona Especial Econòmica Energètica de Pars (PSEEZ) està progressant molt en desenvolupament i població. Està situada just enfront a Bahrein on hi ha població originaria de la vila. Es parla un dialecte del farsi anomenat jamí. 